# Корхов, Михаил Владимирович
Михаил Владимирович Корхов (24 ноября 1936 — 13 сентября 2019) — советский и украинский спортсмен (шашки), чемпион СССР 1958 и 1960 годов, серебряный призёр чемпионата СССР 1959 и 1970 годов, бронзовый призёр чемпионата СССР 1971 года по международным шашкам. Международный гроссмейстер. Участник Чемпионата Европы 1971 года (5-е место). Участник 23-х чемпионатов СССР. В 1962 году победил в матч-турнире в Туле за право участвовать в турнире претендентов 1962 года.

## Биография
Жил в Одессе. Тренировался у своего дяди Семёна Корхова. В 1962 году стал международным мастером, в 1971 году гроссмейстером СССР.
В середине 90-х годов переехал в США.

## Количество партий
| Период    | Количество партий | +   | −  | =   |
| --------- | ----------------- | --- | -- | --- |
| 1955—2009 | 523               | 114 | 55 | 354 |